# Selección de baloncesto de la República Popular China
La selección de baloncesto de China es el equipo formado por jugadores de nacionalidad china que representa a la Asociación de Baloncesto de la República Popular China en las competiciones internacionales organizadas por la Federación Internacional de Baloncesto (FIBA) o el Comité Olímpico Internacional (COI): los Juegos Olímpicos, la Copa Mundial de Baloncesto y el Campeonato FIBA Asia.
Según el número de títulos de torneos, China es considerada una importante potencia del baloncesto en Asia y tiene, con diferencia, el programa de baloncesto más exitoso del continente.

## Historia
China ha sido tradicionalmente la potencia del baloncesto en Asia y ganó el Campeonato FIBA Asia 14 de 16 veces entre 1975 y 2005. En el torneo de baloncesto de los Juegos Olímpicos de 1984, los chinos hicieron su debut, iniciando una racha de nueve clasificaciones seguidas.
En los Juegos Olímpicos de 2000, Li Nan tuvo una actuación notable, ya que anotó 25 puntos y 6 triples en la victoria contra Italia.
Los chinos no pudieron defender su título en el Campeonato FIBA Asia 2007. Esto se debió al lugar automático en los Juegos Olímpicos de Pekín 2008 como nación anfitriona, por lo que China envió su equipo "U23" al torneo de 2007 y terminó décimo, mientras que su equipo principal "A" participó en la Copa Stanković de 2007, que tuvo lugar casi al mismo tiempo que el Campeonato FIBA Asia 2007.
El equipo a menudo tuvo problemas contra competidores no asiáticos de primer nivel. Sin embargo, en algunos casos, China refutó sus críticas y venció a algunos de los mejores equipos europeos. En los Juegos Olímpicos de Atenas 2004, China, entrenada por Del Harris, avanzó a los octavos de final después de una victoria por 67-66 sobre el campeón mundial defensor Serbia y Montenegro.
En la Copa Mundial FIBA 2006, China, entrenada por el lituano Jonas Kazlauskas, también avanzó a la segunda ronda desde el Grupo D, obteniendo dos victorias contra Senegal y Eslovenia en cinco partidos de la fase de grupos antes de caer en octavos de final ante Grecia, eventual medallista de plata, 95–64; La clasificación general del equipo al final del torneo entre los veinticuatro equipos participantes fue el decimoquinto.
En 2008, surgieron algunas dudas sobre si el recientemente lesionado Yao Ming seguiría siendo el capitán del equipo. A mediados de julio se confirmó que aún seguiría siendo el capitán.
En los Juegos Olímpicos de 2008 en Pekín, Yao terminó como el tercer máximo anotador de la competición con 20,7 puntos por partido y también lideró en rebotes con 9,3 por partido. El partido en el que Yao realmente dejó su huella fue contra Nueva Zelanda, donde anotó 39 puntos, el máximo del torneo, y también capturó 13 rebotes, la segunda mayor cantidad en un solo partido ese año.
En los años siguientes, los chinos enfrentaron grandes problemas con las lesiones. En 2008, el entonces prospecto de la NBA, Xu Yong, se vio obligado a poner fin a su carrera a la edad de 19 años después de que le diagnosticaran osteosarcoma. En diciembre de 2010, a Yao le diagnosticaron una fractura por estrés en el tobillo izquierdo; la lesión estaba relacionada con el esguince de tobillo que sufrió a principios de ese año. Surgieron especulaciones sobre si el ícono del baloncesto chino algún día podría volver a jugar.
Cuando finalmente se anunció el retiro de Yao en julio de 2011, se consideró un gran golpe para la selección nacional, cuyo éxito había dependido en gran medida de él durante muchos años. Sin embargo, los críticos se mostraron optimistas de que China continuaría mejorando su desempeño internacional. En 2016, comenzaría a formarse una nueva era de estrellas chinas, ya que los reclutas de la NBA en Zhou Qi y Wang Zhelin ganarían una atención considerable por sus éxitos en China.
En los Juegos Olímpicos de 2012, fue Yi Jianlian quien dio un paso adelante al promediar 14,8 puntos y 10,2 rebotes por partido, destacado por un partido de 30 puntos y 12 rebotes contra España al comienzo del torneo.
En 2018, el equipo fue invitado a jugar en la NBA Summer League 2018. Jugaron un total de 5 juegos y ganaron 1.
China fue sede de la Copa Mundial de Baloncesto FIBA 2019, que clasificó automáticamente al equipo.

### Clasificación para el Mundial 2023
En noviembre de 2021, China anunció su equipo de 16 jugadores para la clasificación para la Copa Mundial de Baloncesto FIBA 2023. Los Guangdong Southern Tigers y los Liaoning Flying Leopards, finalistas de la temporada 2020-21 de la Asociación China de Baloncesto, contribuyeron más ya que cada equipo tenía cuatro jugadores convocados.

## Plantilla
- Lista de jugadores convocados que disputaron la Copa Mundial de Baloncesto de 2023.[17]

| China                           | China         | China | China  | China | China                     |
| Num                             | Jugador       | Pos   | Altura | Edad  | Equipo                    |
| ------------------------------- | ------------- | ----- | ------ | ----- | ------------------------- |
| 1                               | Kaier Li      | A     | 2,06 m | 29    | Minnesota Timberwolves    |
| 3                               | Mingxuan Hu   | B     | 1,93 m | 25    | Guangdong Southern Tigers |
| 4                               | Jiwei Zhao    | E     | 1,85 m | 28    | Liaoning Flying Leopards  |
| 8                               | Rui Zhao      | E     | 1,95 m | 27    | Xinjiang Flying Tigers    |
| 10                              | Peng Zhou     | A     | 2,06 m | 33    | Zhenzhen Aviators         |
| 14                              | Zhelin Wang   | P     | 2,13 m | 29    | Shanghai Sharks           |
| 15                              | Qi Zhou       | P     | 2,12 m | 27    | Guangdong Southern Tigers |
| 19                              | Yongxi Cui    | E     | 2,01 m | 20    | Guangzhou Loong Lions     |
| 21                              | Jinqiu Hu     | P     | 2,10 m | 25    | Zhejiang Lions            |
| 26                              | Junlong Zhu   | A     | 1,85 m | 24    | Zhejiang Lions            |
| 27                              | Hao Fu        | AP    | 2,08 m | 26    | Liaoning Flying Leopards  |
| 77                              | Zhenlin Zhang | A     | 2,08 m | 24    | Liaoning Flying Leopards  |
| Entrenador: Aleksandar Đorđević |               |       |        |       |                           |

## Partidos

### Próximos encuentros
| Fecha                   | Ciudad        | Competición                | Local        |                                       | Resultado |                                       | Visitante     |
| ----------------------- | ------------- | -------------------------- | ------------ | ------------------------------------- | --------- | ------------------------------------- | ------------- |
| 12 de julio de 2022     | Yakarta       | Copa FIBA Asia 2022        | China        | Bandera de la República Popular China | 81:93     | Bandera de Corea del Sur              | Corea del Sur |
| 14 de julio de 2022     | Yakarta       | Copa FIBA Asia 2022        | Baréin       | Bandera de Baréin                     | 79:80     | Bandera de la República Popular China | China         |
| 16 de julio de 2022     | Yakarta       | Copa FIBA Asia 2022        | China Taipéi | Bandera de China Taipéi               | 80:95     | Bandera de la República Popular China | China         |
| 18 de julio de 2022     | Yakarta       | Copa FIBA Asia 2022        | China        | Bandera de la República Popular China | 108:58    | Bandera de Indonesia                  | Indonesia     |
| 20 de julio de 2022     | Yakarta       | Copa FIBA Asia 2022        | Líbano       | Bandera de Líbano                     | 72:69     | Bandera de la República Popular China | China         |
| 25 de agosto de 2022    | Astaná        | Clasificación Mundial 2023 | Kazajistán   | Bandera de Kazajistán                 | 56:68     | Bandera de la República Popular China | China         |
| 29 de agosto de 2022    | Astaná        | Clasificación Mundial 2023 | China        | Bandera de la República Popular China | 80:67     | Bandera de Baréin                     | Baréin        |
| 11 de noviembre de 2022 | Teherán       | Clasificación Mundial 2023 | Irán         | Bandera de Irán                       | 72:81     | Bandera de la República Popular China | China         |
| 14 de noviembre de 2022 | Madinat 'Isa  | Clasificación Mundial 2023 | Baréin       | Bandera de Baréin                     | 67:80     | Bandera de la República Popular China | China         |
| 23 de febrero de 2023   | Tsuen Wan     | Clasificación Mundial 2023 | China        | Bandera de la República Popular China | 71:59     | Bandera de Kazajistán                 | Kazajistán    |
| 26 de febrero de 2023   | Tsuen Wan     | Clasificación Mundial 2023 | China        | Bandera de la República Popular China | 86:74     | Bandera de Irán                       | Irán          |
| 26 de agosto de 2023    | Ciudad Quezon | Copa Mundial 2023          | Serbia       | Bandera de Serbia                     | 105:63    | Bandera de la República Popular China | China         |
| 28 de agosto de 2023    | Ciudad Quezon | Copa Mundial 2023          | China        | Bandera de la República Popular China | 69:89     | Bandera de Sudán del Sur              | Sudán del Sur |
| 30 de agosto de 2023    | Ciudad Quezon | Copa Mundial 2023          | China        | Bandera de la República Popular China | 89:107    | Bandera de Puerto Rico                | Puerto Rico   |
| 31 de agosto de 2023    | Ciudad Quezon | Copa Mundial 2023          | Angola       | Bandera de Angola                     | 76:83     | Bandera de la República Popular China | China         |
| 2 de septiembre de 2023 | Ciudad Quezon | Copa Mundial 2023          | Filipinas    | Bandera de Filipinas                  | 96:75     | Bandera de la República Popular China | China         |

## Historial

### Copa Mundial
Resultado General: 18.º puesto
| Copa Mundial de Baloncesto |
| --- |
| - 1950: No calificó - 1954: No calificó - 1959: No calificó - 1963: No calificó - 1967: No calificó - 1970: No calificó - 1974: No calificó - 1978: 11° Lugar - 1982: 12° Lugar - 1986: 9° Lugar - 1990: 14° Lugar - 1994: 8° Lugar - 1998: No calificó - 2002: 12° Lugar - 2006: 9° Lugar - 2010: 16° Lugar - 2014: No calificó - 2019: 24° Lugar - 2023: 29° Lugar - 2027: TBD |

### Juegos Olímpicos
| Baloncesto en los Juegos Olímpicos |
| --- |
| - Berlín 1936: No calificó - Londres 1948: No calificó - Helsinki 1952: No calificó - Melbourne 1956: No calificó - Roma 1960: No calificó - Tokio 1964: No calificó - México 1968: No calificó - Múnich 1972: No calificó - Montreal 1976: No calificó - Moscú 1980: No calificó - Los Ángeles 1984: 10° Lugar - Seúl 1988: 11° Lugar - Barcelona 1992: 12° Lugar - Atlanta 1996: 8° Lugar - Sídney 2000: 10° Lugar - Atenas 2004: 8° Lugar - Pekín 2008: 8° Lugar - Londres 2012: 12° Lugar - Río 2016: 12° Lugar - Tokio 2020: No calificó - París 2024: No calificó |

### Campeonato FIBA Asia
| Campeonato FIBA Asia | Campeonato FIBA Asia | Campeonato FIBA Asia | Campeonato FIBA Asia | Campeonato FIBA Asia | Campeonato FIBA Asia |
| -------------------- | -------------------- | -------------------- | -------------------- | -------------------- | -------------------- |
| - 1960: No calificó  |                      | - 1983:              |                      | - 2005:              |                      |
| - 1963: No calificó  |                      | - 1985:              |                      | - 2007: 10° Lugar    |                      |
| - 1965: No calificó  |                      | - 1987:              |                      | - 2009:              |                      |
| - 1967: No calificó  |                      | - 1989:              |                      | - 2011:              |                      |
| - 1969: No calificó  |                      | - 1991:              |                      | - 2013: 5° Lugar     |                      |
| - 1971: No calificó  |                      | - 1993:              |                      | - 2015:              |                      |
| - 1973: No calificó  |                      | - 1995:              |                      | - 2017: 5° Lugar     |                      |
| - 1975:              |                      | - 1997:              |                      | - 2022: 8° Lugar     |                      |
| - 1977:              |                      | - 1999:              |                      | - 2025: ?            |                      |
| - 1979:              |                      | - 2001:              |                      |                      |                      |
| - 1981:              |                      | - 2003:              |                      |                      |                      |

## Palmarés
- Campeonato FIBA Asia:
  -   Campeón (16): 1975, 1977, 1979, 1981, 1983, 1987, 1989, 1991, 1993, 1995, 1999, 2001, 2003, 2005, 2011, 2015
  -  Subcampeón (1): 2009
  -  Tercer lugar (2): 1985, 1997

- Juegos Asiáticos:
  -   Campeón (8): 1978, 1986, 1990, 1994, 1998, 2006, 2010, 2018
  -  Subcampeón (2): 1982, 2002
  -  Tercer lugar (1): 1974